# Johann Nikolaus Quistorp

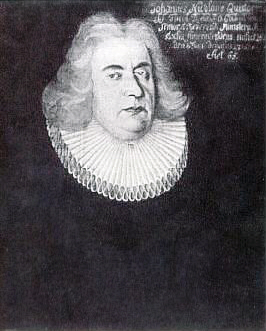
Johann Nikolaus Quistorp

Johann Nikolaus Quistorp, auch Johann Nicolaus Quistorp (* 6. Januar 1651 in Rostock; † 9. August 1715 ebenda) war ein evangelischer Theologe, Pastor, Superintendent von Rostock und Professor an der Universität Rostock.

## Leben
Er war der älteste Sohn des jüngeren Johann Quistorp (1624–1669) und der Sophia Scharffenberg (1630–1691), einer Tochter des Juristen, königlich dänischen Rates, Ratsherren und Bürgermeisters der Stadt Rostock Dr. iur. utr. Nicolaus Scharffenberg (1588–1651). Nach dem Besuch des Gymnasiums in Güstrow nahm er 1668 ein Studium an der Rostocker Universität auf. Schon im folgenden Jahr rief ihn sein Vater nach Hause zurück, um ihn zu seinem Nachfolger vorzubereiten, starb jedoch schon kurz darauf. Quistorp begab sich daraufhin auf eine längere Studienreise durch Deutschland und die Niederlande, Danzig, Königsberg und Kopenhagen. 1674 kehrte er zurück und begann an der Universität Rostock zu unterrichten.
1676 wurde er zum Diakon an St. Nicolai gewählt. 1682 verlieh ihm die Universität Greifswald den Grad eines Lizentiaten der Theologie. 1684 wurde er zum Pastor zu St. Nicolai gewählt. 1686 wurde er zum Doktor der Theologie promoviert und erhielt 1693 die Professur der Theologie an der Universität Rostock. 1702 wurde er zum Superintendenten ernannt, nachdem die Stelle seit 1675 unbesetzt war, da sich das Geistliche Ministerium und der Rat auf keinen Kandidaten einigen konnten. 1706 führte er die Konfirmation in Rostock ein.

## Familie
1677 heiratete er Margarethe Elisabeth Berckow (1656–1692), eine Tochter des Juristen Daniel Berckow. Ihr gemeinsamer Sohn, der Rostocker Senator und Handelsherr Lorenz Gottfried Quistorp, wurde Vater der Theologen Bernhard Friedrich Quistorp und Johann Jakob Quistorp. Nachdem Margarethe Elisabeth bei der Geburt eines Zwillingspaares gestorben war, heiratete Johann Nikolaus Quistorp 1695 Anna Christina Lente (1669–1753), eine Tochter des Juristen Johann Hugo von Lente. Die Tochter Anna Christina aus dieser Ehe wurde die Mutter von Wilhelm Alexander Schwollmann.
Sein Bildnis in Lebensgröße hing in der Rostocker Nikolaikirche, ein Porträtgemälde von ihm befindet sich in der Marienkirche.

## Werke
Quistorp verfasste mindestens 30 Disputationen und Programmata, darunter:
- CXII. Theses Theologicae; 1687
- Theses Theologicae, Praevia Censura Venerandae Facult. Theologicae In Universitate Rostochiensi Privato Publicis Disputationibus Singulis Diebus Mercurii Horis Pomeridianis In Auditorio Maiori Proponendae; 1695
- Disputationum Theologicarum In Locum I. Joh. III. 9. Contra Errorem De Absoluta Renatorum Anamartesia, Prior : Exhibens Somnii Huius Originem Ac Progressum; 1695
- In Solenni Festivitate Nativitatis Domini Nostri Et Unici Redemptoris Jesu Christi; 1697
- Disputatio Inauguralis Theologica De Non Speranda Extra Ecclesiam Lutheranam Salute; 1699